# Три мушкетери на Дикому Заході
«Три мушкетери на Дикому Заході» (італ. Tutti per uno... botte per tutti) ― фільм 1973 року режисера Бруно Корбуччі.

## Сюжет
Новоспечений техаський рейнджер направляється на Дикий Захід у пошуках слави. Завдяки випадку, він натикається на змову, створену банкірами, яка включає в себе контрабанду золота через мексиканський кордон для диктатора Ортеги. Він згадує як його батько розповідав йому про трьох легендарних, але зараз вже відставних рейнджерів, для яких безумовно буде робота. Вони стають охоронцями чарівної шпигунки Аліси на шляху її проходження під виглядом лікаря для доставки ліків в розорені війною землі Мексики.

## В ролях
- Джанкарло Прете;
- Джордж Істмен;
- Кріс Уерта;
- Карін Шуберт;
- Едуардо Фахардо;
- Вітторіо Конджа;
- Макс Туріллі;
- Пітер Берлінг;
- Пьєтро Торді;
- Роберто Кьяппа;
- Хосе Каналехас;
- Бруно Бошетті;
- Луїджі Леоні;
- Луїджі Антоніо Гуерра;
- Елеонора Джорджі;
- Карло Рустікеллі;
- Джузеппіна Коцці;
- Лоренцо Рамірес;
- Чен Лі;
- Пьєро Торді[2]